# Хёэнер, Штефан
Штефан Хёэнер (нем. Stefan Höhener; род. 13 июня 1980, Гайс, Аппенцелль-Ауссерроден) — швейцарский саночник, выступавший за сборную Швейцарии с 2004 года по 2010-й. Участник трёх зимних Олимпийских игр, многократный призёр национального первенства.

## Биография
Штефан Хёэнер родился 13 июня 1980 года в коммуне Гайс, кантон Аппенцелль-Ауссерроден. Активно заниматься санным спортом начал в возрасте двенадцати лет, в 1999 году прошёл отбор в национальную сборную и стал принимать участие в различных международных соревнованиях. В сезоне 2000/01 дебютировал во взрослом Кубке мира, заняв в общем зачёте двадцать третье место, кроме того, впервые поучаствовал в заездах взрослого чемпионата мира, показав на трассе в канадском Калгари двадцать восьмой результат. В следующем году впервые посетил чемпионат Европы в немецком Альтенберге, где финишировал тринадцатым, тогда как после завершения всех кубковых этапов в мировом рейтинге сильнейших саночников расположился на девятнадцатой строке.
Благодаря череде удачных выступлений Хёэнер удостоился права защищать честь страны на зимних Олимпийских играх в Солт-Лейк-Сити, показав там впоследствии тринадцатое время. В 2003 году на чемпионате мира в латвийской Сигулде был двадцать третьим, кубковый цикл окончил на четырнадцатом месте общего зачёта. Через год финишировал тринадцатым на мировом первенстве в японском Нагано, того же достижения добился на чемпионате Европы в немецком Оберхофе, а на Кубке мира сумел подняться до одиннадцатой позиции. На чемпионате мира 2005 года в американском Парк-Сити был шестым, год спустя на европейском первенстве в немецком Винтерберге занял тринадцатое место мужского одиночного разряда и расположился на восьмой строке в программе состязаний смешанных команд.
Ездил соревноваться на Олимпиаду 2006 года в Турине, однако каких-либо существенных достижений добиться там не смог, добравшись лишь до пятнадцатой позиции. В следующем году в общем зачёте Кубка мира был пятым, и это лучший его результат на данных соревнованиях. На чемпионате мира 2007 года в австрийском Иглсе финишировал тоже пятым, и это лучшее его достижение на мировых первенствах. Через год после окончания всех кубковых этапов опустился в мировом рейтинге сильнейших саночников до девятой строки, но на чемпионате мира в Оберхофе выступил вполне неплохо, добравшись до финиша шестым. Также в этом сезоне успел поучаствовать в заездах европейского первенства в итальянской Чезане, где занял седьмое место. В 2009 году на чемпионате мира в американском Лейк-Плэсиде был восьмым, а в общем зачёте Кубка мира спустился ещё ниже — на четырнадцатую строку.
В 2010 году прошёл квалификацию на Олимпийские игры в Ванкувер, планировал побороться там за медали, после первой попытки шёл десятым, однако второй заезд провёл крайне неудачно, очутившись в итоге на тридцать второй позиции. Последним крупным международным стартом для него стал чемпионат Европы в Сигулде, где швейцарец показал тринадцатое время. Сразу после этих соревнований Штефан Хёэнер принял решение завершить карьеру профессионального спортсмена, уступив место молодым швейцарским саночникам. Ныне проживает в городе Обфельден, где работает каменщиком.